# 357148 El-Maarry
357148 El-Maarry è un asteroide della fascia principale. Scoperto nel 2002, presenta un'orbita caratterizzata da un semiasse maggiore pari a 2,358252 UA e da un'eccentricità di 0,080999, inclinata di 6,062928° rispetto all'eclittica.